# Sebastián Blanco
Sebastián Marcelo Blanco (Lomas de Zamora, 15 marzo 1988) è un calciatore argentino, centrocampista del Miami FC.

## Caratteristiche tecniche
Può occupare le posizioni di esterno destro o sinistro, ma anche giocare in un centrocampo a tre.

## Carriera

### Club
Blanco debutta in prima squadra nel marzo del 2006 giocando 5 minuti contro il San Lorenzo. L'anno dopo colleziona 5 partite e segna il primo gol tra i professionisti sul campo del Racing Club de Avellaneda.
Il 10 gennaio 2011 viene ufficializzato il suo passaggio al Metalist, squadra ucraina per cui firma un contratto quinquennale.

### Nazionale
Il 20 maggio 2009 debutta in nazionale in un'amichevole contro la Nazionale di calcio di Panama segnando un gol grazie un assist fornito da Esteban Cambiasso.

## Palmarès

### Club

#### Competizioni nazionali
- Campionato argentino: 1

Lanús: Apertura 2007
- MLS is Back Tournament: 1

Portland Timbers: 2020